# Estação Barcelona-Sants
A estação Barcelona-Sants conhecida também como Estación de Sants, é uma estação ferroviária de integração entre os trens da Rodalies de Catalunya, Renfe e as linhas Linha 3 e Linha 5 do Metro de Barcelona,

## Localização
Está localizada no distrito de Sants - Montjuïc, na cidade de Barcelona.

## Características

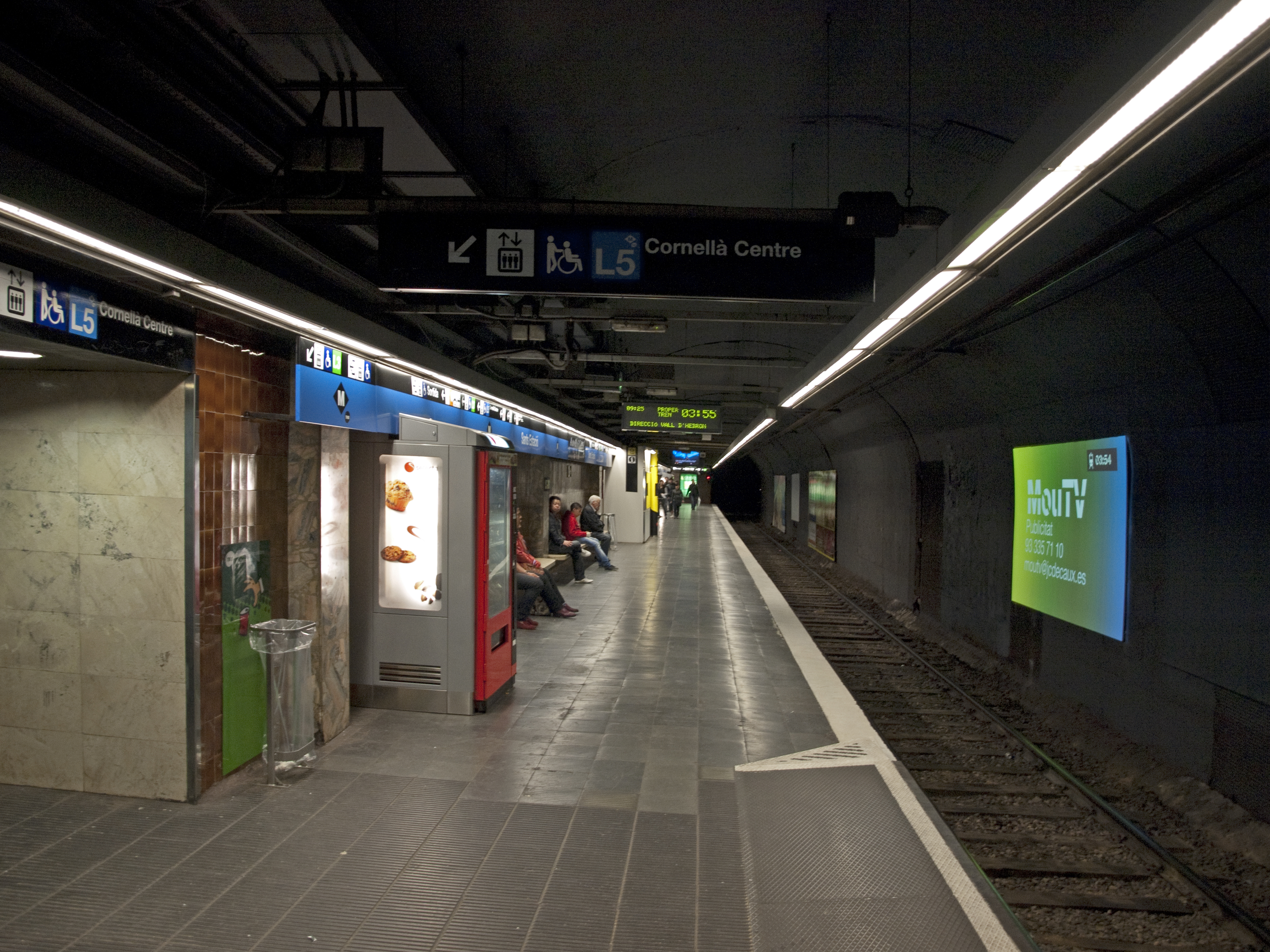
Estação Sants Estació, Linha 5.

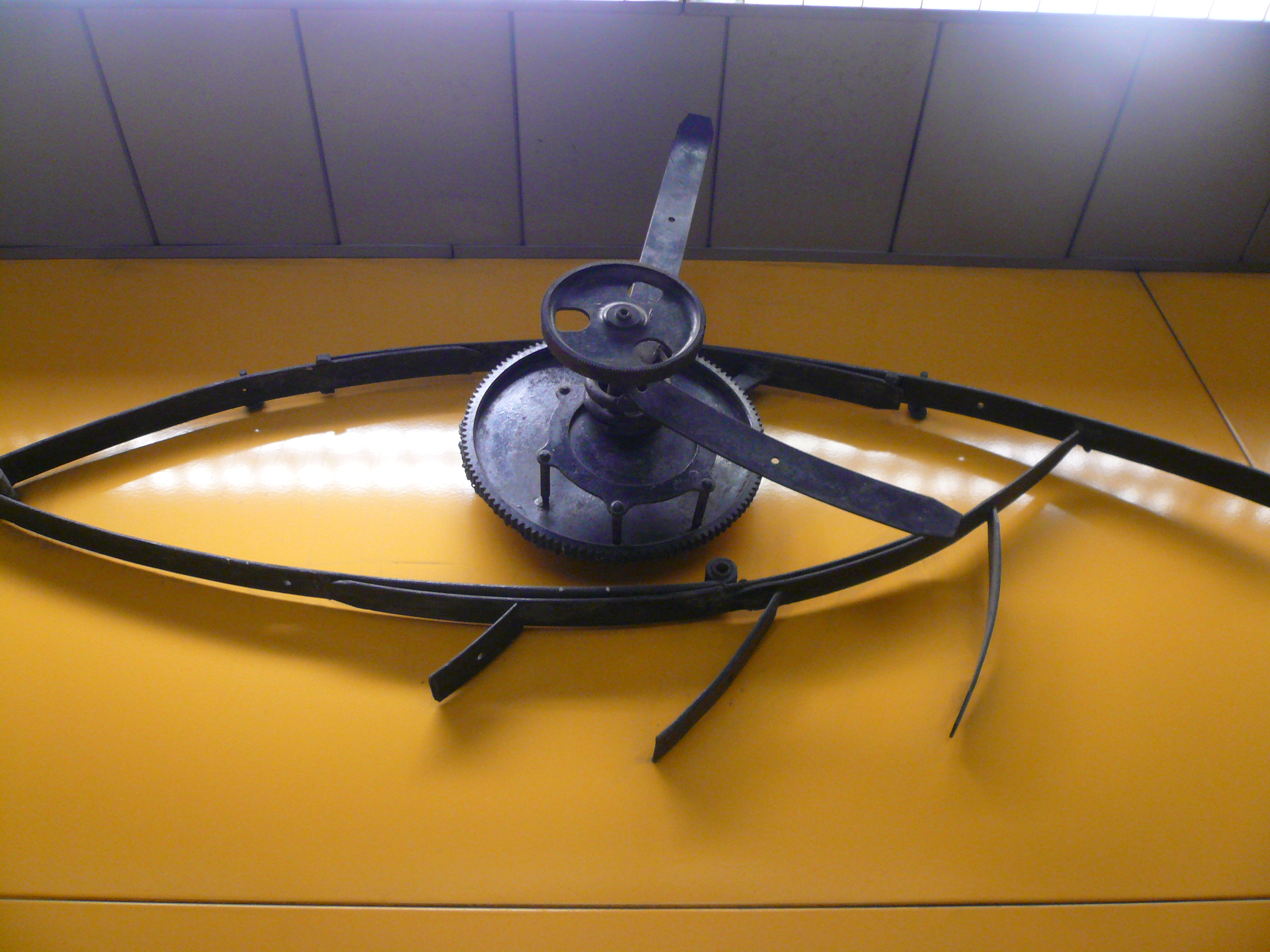
Escultura L'ull de ferro de Pedro Delso.

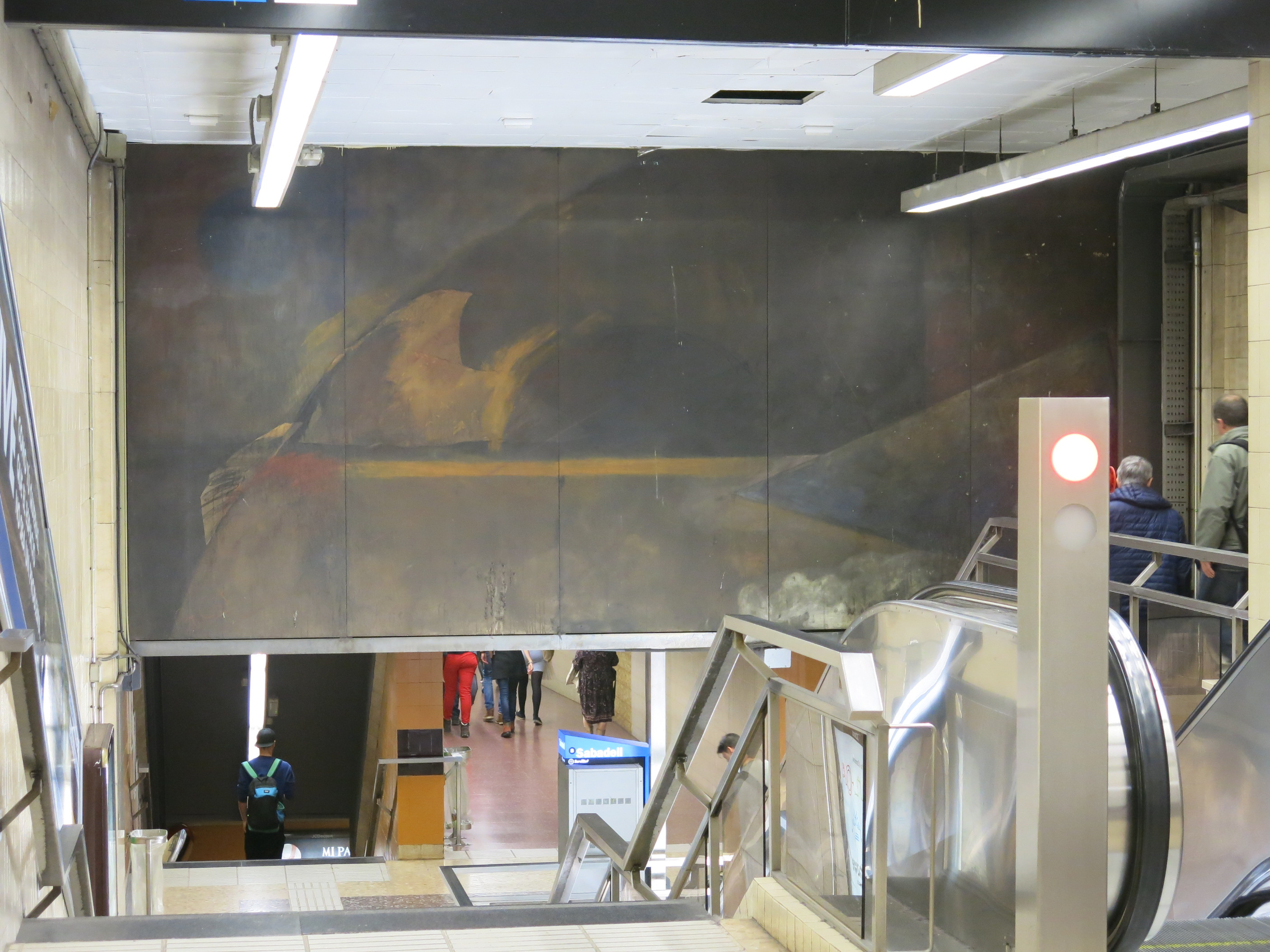
Mural de Glòria Cot, instalado nas escadarias de acesso a plataformas.

Sants Estació é uma das três estações onde as linhas L3 e L5 se conectam, as outras sendo as estações de metrô Diagonal e Vall d'Hebron. Como as duas estações, as plataformas das duas linhas da Sants Estació são conectadas por uma passagem subterrânea. No entanto, ao contrário das outras duas, também há uma conexão de via única entre as duas linhas na Sants Estació.

## Linha 3
O trecho da linha L3 da estação está situado sob a rua Numància, entre Melcior Palau e Avinguda Josep Tarradellas. Tem um corredor de cada lado da estação. Para acessar a estação ferroviária é necessário passar pelo corredor da linha 5. A estação está equipada com vários elevadores e tem duas plataformas laterais com 95 metros de comprimento.

## Linha 5
O trecho da linha L5 da estação foi inaugurado em 1969 com a abertura da linha entre Collblanc e Diagonal. A estação de metrô está situada na parte norte da estação ferroviária, entre as ruas Guitard e Enric Bargés. A estação tem um salão exclusivo no lado oeste, que tem dois acessos diretos à estação ferroviária. Possui duas plataformas laterais com 94 metros de comprimento. Do outro lado da estação, há o corredor para conexão com a linha 3.